# Minami-ke
Minami-ke (みなみけ, "Familjen Minami") är en japansk manga- och anime-serie, skapad av Koharu Sakuraba. Minami-ke kom först som manga (2004), sedan som anime (2007). I serien får vi följa de tre systrarna Minami – storasyster Haruka, mellansyster Kana och lillasyster Chiaki och deras respektive vänner.